# Союз ТМА-7
«Союз ТМА-7» — пілотований космічний корабель.

## Екіпаж старту
- Командир корабля — Валерій Токарєв  Росія (2-й політ)
- Бортінженер-1 — Вільям Макартур (англ. William McArthur )  США (4-й політ)
- Учасник космічного польоту — Грегорі Олсен (англ. Gregory Olsen)  США (1-й політ)

## Дублюючий екіпаж
- Командир корабля — Михайло Тюрін  Росія
- Бортінженер-1 — Джеффрі Вільямс (англ. Jeffrey Williams)  США
- Бортінженер-2 — Сергій Костенко  Росія

## Екіпаж повернення
- Командир корабля — Валерій Токарєв  Росія
- Бортінженер-1 — Вільям Макартур  США
- Бортінженер-2 — Маркус Понтес  Бразилія

## Опис польоту
Корабель «Союз ТМА-7» стартував із космодрому Байконур 1 жовтня 2005 року о 07:55 МСК. 3 жовтня о 09:27 «Союз ТМА-7» зістикувався з МКС. У той момент на МКС знаходився 11-й довготривалий екіпаж — Сергій Крикальов та Джон Філліпс. 12-й основний екіпаж МКС — Вільям Макартур та Валерій Токарєв працювали на МКС до 8 квітня 2006 року.
Учасник космічного польоту Грегорі Олсен проводив на МКС дослідження та експерименти протягом 10 діб і повернувся на Землю разом із екіпажем МКС-11 на кораблі «Союз ТМА-6». Грегорі Олсен — третій космічний турист, який оплатив свою космічну подорож із власних коштів (приблизно 20 мільйонів доларів США).
Основний екіпаж МКС-12 проводив різні наукові дослідження та експерименти, підтримував МКС у робочому стані, здійснив два виходи у відкритий космос, прийняв та розвантажив три вантажні космічні кораблі «Прогрес». Один вихід у відкритий космос здійснено з російського модуля «Пірс» у російських скафандрах, другий з американського модуля «Квест» в американських скафандрах.
1 квітня 2006 року на кораблі «Союз ТМА-8» на станцію прибув 13-й довготривалий екіпаж (МКС-13). Командир МКС-13 — Павло Виноградов і бортінженер Джеффрі Вільямс. Разом з ними на станцію з коротким візитом прибув перший космонавт Бразилії Маркос Понтес.
Заплановане прибуття на станцію американського шатла «Діскавері» STS-121 у 2005 році не відбулося. Через проблеми з тепловою ізоляцією зовнішнього паливного бака, що відшаровується, його політ був перенесений на липень 2006 року.
Екіпаж МКС-12 повернувся на Землю 9 квітня 2006 року, разом із ним на Землю повернувся і Маркос Понтес. «Союз ТМА-7» з космонавтами Токарєвим, Макартуром і Понтесом на борту здійснив посадку 9 квітня о 03:47 МСК за 54 км на північний схід від міста Аркалик у Казахстані.

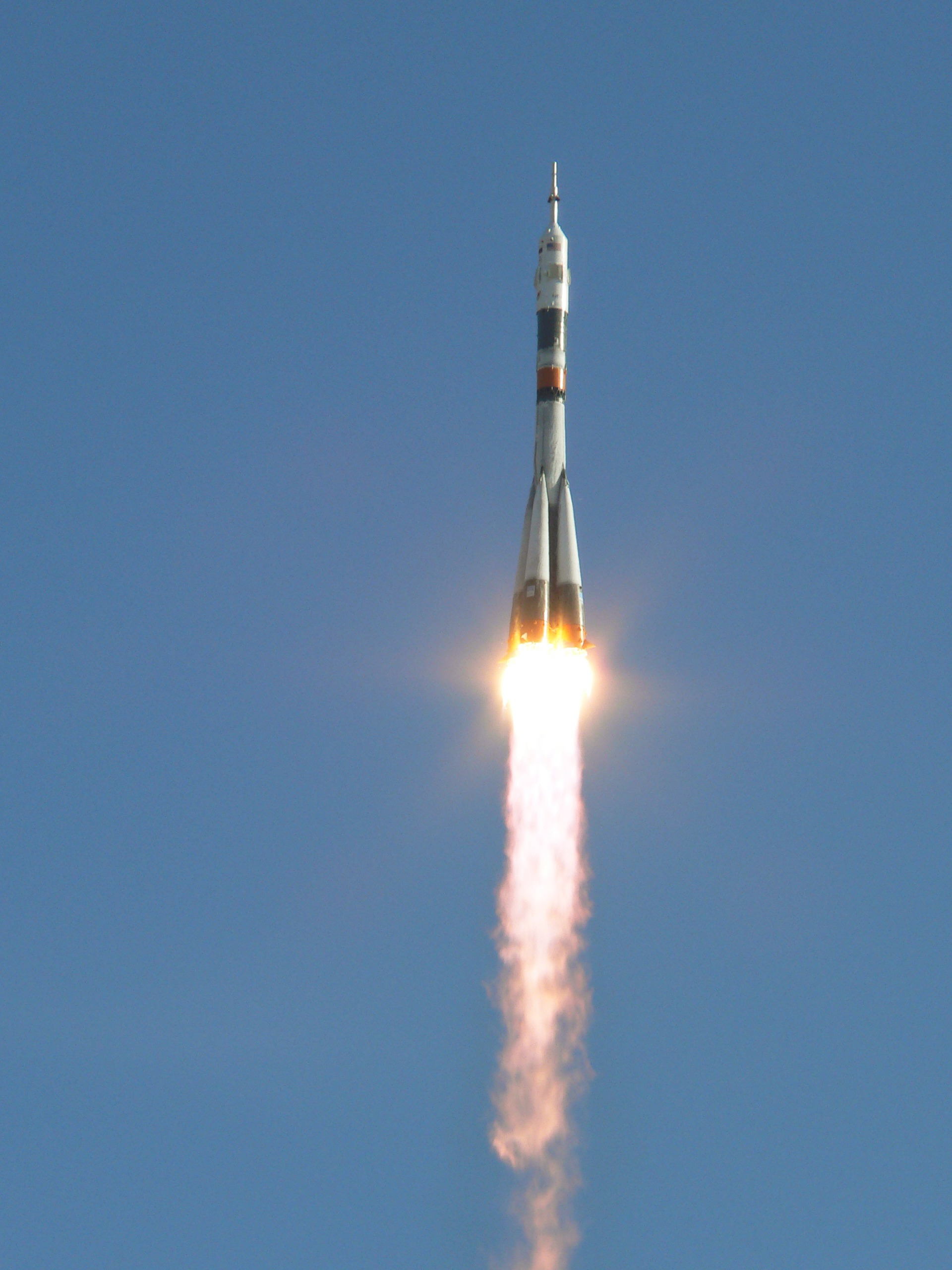
Запуск «Союза ТМА-7»